# Hôpital Joseph Ravoahangy Andrianavalona
 (février 2020).
Si vous disposez d'ouvrages ou d'articles de référence ou si vous connaissez des sites web de qualité traitant du thème abordé ici, merci de compléter l'article en donnant les références utiles à sa vérifiabilité et en les liant à la section « Notes et références ».
Le Centre Hospitalier Universitaire Joseph Ravoahangy Andrianavalona (CHUJRA, précédemment et couramment HJRA) est le plus grand hôpital de Madagascar. Il est situé à Antananarivo et a été fondé en 1965. Il porte le nom du médecin et homme politique malgache Joseph Ravoahangy-Andrianavalona. L'hôpital a été représenté sur un timbre-poste en 1972.